# Pratt & Whitney F100
Pratt & Whitney F100 – silnik dwuprzepływowy z dopalaczem wyprodukowany przez firmę Pratt & Whitney, napędzający samoloty myśliwskie F-15 oraz F-16.

## Wersje

### F100-PW-100
Silnik F100-PW-100 był pierwszą wersją modelu F100 i był używany w samolocie F-15. Posiadał on suchy ciąg 64,9 kN oraz 106,4 kN z dopalaniem. Zaobserwowano u niego duże zużycie części oraz problemy z układem dopalania.

### F100-PW-200
F100-PW-200 był zmodyfikowaną wersją F100-PW-100 używaną w myśliwcu F-16.

### F100-PW-220/220E
Z powodu kosztów oraz problemów z silnikami F100-PW-100/200, Pratt & Whitney przygotował F100-PW-220 który naprawiał wszystkie nieprawidłowości wcześniejszych modeli. Silnik generuje suchy ciąg 64,9 kN oraz 105,7 kN z dopalaniem. Został przygotowany do instalacji zarówno w F-15 jak i F-16. Oznaczenie F100-PW-220E nadaje się silnikom które zostały przebudowane na F100-PW-220 z poprzednich wersji.

### F100-PW-229
Wersja F100-PW-229 jest unowocześnioną wersją modelu F100-PW-220 opracowaną w 1989 roku. Powstał na podstawie doświadczeń przy projektowaniu silnika F119 wykorzystywanego w F-22. Moc została zwiększona do 79 kN (suchy ciąg) oraz 129,7 kN z dopalaniem. Stosowany jest w F-15E oraz późniejszych wersjach F-16.